# Права говеда
Права говеда (лат. Bos) су род дивљих и припитомљених говеда, а могу се подијелити на четири подрода и то на: Bos, Bibos, Novibos и Poephagus, али су њихове разлике незнатне. Род има пет живих врста, али се тај број може повећати на седам ако се урачунају и припитомљене сорте као врсте или девет ако је урачунат блиски род бизона. Вјерује се да све савремене врсте говеда воде поријекло од изумрлог говеда тур.

## Грађа и облик
Већина врста се храни травом, дугим језицима увијају храну према сопственој жељи, а са великим зубима прерађују храну прије њеног уношења у организам. Већина врста су преживари, са желуцем подијељеним на четири дијела који им омогућава да варе тешко варљиву храну којом се хране.

## Распрострањеност
У данашње вријемепостоји више од 1,3 милијарда припитомљених говеда, чинећи их једном од најбројнијих скупина животиња. Припадници овог рода се могу наћи на подручијима Африке, Азије, источне Европе и сјеверне Америке. Станиште се разликује од врсте до врсте, могу обитавати у преријама, кишним шумама, мочварама, саванама и шумама са умрјереном климом.

## Понашање
Род правих говеда има распод животне доби од 18 до 25 година у дивљини, док је у заточеништву забиљежен примјерак са 36 година. Раздобље бременитости зависи од врсте (од 9 до 11 мјесеци), а женке обично окоте једно младунче у прољеће. У ријетким случајевима могу окотити два или више младунаца.
Већина врста се креће у стадима чији се број чланова креће од десет до стотину. У већини стада постоји један мужијак за све женке. Доминантност је веома битна у стадима, јер младунче обично наслиједи мајчино мјесто у хијерархији стада.
По правилу су дневне животиње које се одмарају током топлијег дијела дана, а постају активне у раним јутарњим и послијеподневним часовима. У подручијима гдје обитава човјек могу бити и ноћне животиње. Неке врсте су миграторне, селећи се у потрази за храном и водом.

## Еволуција рода
Сматра се да су данашње врсте рода правих говеда настале од једног претка, говеда тур. Ова врста је постојала до раног 17. вијека када је ловом посљедњи припадних ове врсте, женка на простору данашње Пољске.

## Систематика и таксономија
Подрод 
- Тур †
- Домаће говедо (Bos taurus)
- Зебу
- Староегипатско говедо (Bos aegyptiacus) †

Подрод 
- Гаур
- Гајал (Bos frontalis)
- Бантенг (Bos javanicus)

Подрод 
- Купреј (Bos sauveli)

Подрод 
- Јак